# Лунделль, Сет
Сет Лунделль (швед. Seth Lundell; 1892—1966) — шведский миколог и педагог.

## Биография
Сет Лунделль родился 18 апреля 1892 года в городе Уппсала в Швеции в семье Карла Акселя Вильготта Лунделля и Анны Шарлотты Эстман. В 1908 году окончил школу в Эребру. С 1911 по 1913 Лунделль работал на почте. В 1929 году Сет Лунделль стал работать в гербарии Ромелля в стокгольмском Национальном музее естественной истории. Также Сет работал в Уппсальском университете, в 1942 году стал почётным доктором. С 1943 по 1950 издавалась работа Лунделля и Юхана Акселя Наннфельдта, в которой описывались виды грибов, образцы которых находились в гербарии Уппсальском университете, в 1985 году вышли дополнения к ней. С 1946 по 1960 Лунделль был куратором гербария Университета. Сет Лунделль скончался 23 ноября 1966 года в возрасте 74 лет.

## Некоторые научные публикации
- Lundell, S.; Nannfeldt, J.A. (1936). Fungi Exsiccati Suecici, Praesertim Upsalensis. 201-300.
- Lundell, S.; Nannfeldt, J.A. (1943). Fungi Exsiccati Suecici, Praesertim Upsalienses Fascs 25-26.
- Lundell, S.; Nannfeldt, J.A. (1946). Fungi Exsiccati Suecici, Praesertim Upsalienses Fascs 27-28.
- Lundell, S.; Nannfeldt, J.A. (1947). Fungi Exsiccati Suecici, Praesertim Upsalienses Fascs 29-30.
- Lundell, S.; Nannfeldt, J.A. (1947). Fungi Exsiccati Suecici, Praesertim Upsalienses Fascs 31-32: 35 pp. [nos 1501-1600].
- Lundell, S.; Nannfeldt, J.A. (1948). Fungi Exsiccati Suecici, Praesertim Upsalienses Fascs 33-34: 36 pp. [nos 1601-1700].
- Lundell, S.; Nannfeldt, J.A. (1949). Fungi Exsiccati Suecici, Praesertim Upsalienses Fascs 35-36: 45 pp. [nos 1701-1800].
- Lundell, S.; Nannfeldt, J.A. (1950). Fungi Exsiccati Suecici, Praesertim Upsalienses Fascs 37-38: 46 pp. [nos 1801-1900].
- Lowe, J.L.; Lundell, S. (1956). The identity of Polyporus trabeus Rostk. Papers from the Michigan Academy of Science, Arts and Letters 41: 21-25, 3 figs.
- Lundell, S.; Nannfeldt, J.A. (1958). Fungi Exsiccati Sueciae Praesertim Upsalienses. Fascs 51, 52. Uppsala; Institute of Systematic Botany.
- Lundell, S.; Nannfeldt, J.A.; Holm, L. (1985). Fungi Exsiccati Suecici, praesertim Upsalienses. Fascicle LXV (nos 3201-3250). Publications from the Herbarium, University of Uppsala, Sweden 17: 18 pp.
- Lundell, S.; Nannfeldt, J.A.; Holm, L. (1985). Fungi Exsiccati Suecici, praesertim Upsaliensis. Fasc. LXVI (nos 3251-3300). Publications from the Herbarium, University of Uppsala, Sweden 18: 17 pp.

## Виды грибов, названные в честь С. Лунделля
- Corticium lundellii Bourdot, 1949 [syn.  Hypochnicium lundellii (Bourdot) J.Erikss., 1958]
- Crepidotus lundellii Pilát, 1936
- Dasyscyphus lundellii Svrcek, 1962
- Laeticorticium lundellii J.Erikss., 1958 [syn.  Corticium boreoroseum Boidin & Lanq., 1983]
- Merostictis lundellii Svrcek, 1990
- Omphalia lundellii Pilát, 1954 [syn.  Arrhenia lundellii (Pilát) Redhead, Lutzoni, Moncalvo & Vilgalys, 2002]
- Peniophora lundellii Litsch., 1938 [syn.  Gloeopeniophorella convolvens (P.Karst.) Boidin, Lanq. & Gilles, 1997]
- Peziza lundellii Donadini, 1982
- Phellinus lundellii Niemelä, 1972
- Phlegmacium lundellii M.M.Moser, 1960 [syn.  Cortinarius lundellii (M.M.Moser) M.M.Moser, 1967]
- Physodontia lundellii Ryvarden & H.Solheim, 1977
- Russula lundellii Singer, 1951 [syn.  Russula intermedia P.Karst., 1888]
- Sarcodon lundellii Maas Geest. & Nannf., 1969